# انجمن اوریگامی انگلیس
انجمن اوریگامی انگلیس (به انگلیسی: British Origami Society) یک موسسه خیریه ثبت شده است، اختصاص داده شده به هنر اوریگامی (تا کردن کاغذ) است. این انجمن دارای بیش از ۷۰۰ عضو در سراسر جهان است و ماهانه مجله ای را به نام بریتیس اوریگامی (به انگلیسی: British Origami) منتشر می‌کند. آنها همچنین دارای یک کتابخانه هستند که یکی از بزرگترین مجموعه‌های منابع اوریگامی در جهان است که شامل بیش از ۴۰۰۰ کتاب و تعداد مشابه مجله، بسته‌های کنوانسیون و کاتالوگ است. همان‌طور که در اساسنامه جامعه آمده‌است، اهداف آن "پیشرفت در آموزش عمومی در هنر اوریگامی و ترویج مطالعه و تمرین اوریگامی در آموزش و به عنوان وسیله ای کمک درمانی برای درمان افراد دارای بیماری روانی یا معلول جسمی می‌باشد ".
این انجمن در مراسم افتتاحیه خود را در هتل راسل لندن در ۲۸ اکتبر ۱۹۶۷ برگزار نمود. اما در حقیقت انجمن اوریگامی در سال ۱۹۶۵ فعالیت خود را آغاز نموده بود.